# Список ескадрених міноносців Третього Рейху
Список ескадрених міноносців Третього Рейху — перелік ескадрених міноносців (нім. Zerstörer), які перебували на озброєнні Крігмаріне.
На момент початку Другої світової війни Крігсмаріне нацистської Німеччини мали на озброєнні 21 есмінець, а ще один перебував на завершальній стадії будівництва. Усі ці 22 кораблі трьох класів (Тип 1934, 1934A та 1936), були побудовані в 1930-х роках, і були доволі сучасними ескадреними міноносцями. Ще 19 німецьких есмінців було введено до бойового складу флоту Третього Рейху в ході війни, а ще більше було захоплено у флотів противника, включаючи ВМС Італії після перемир'я Італії з союзниками в 1943 році.

## Ескадрені міноносці Крігмаріне

### Ескадрені міноносці розробки німецьких компаній
| Тип           | Зображення | Роки побудови | Роки експлуатації | Кількість кораблів типу | Есмінці | Прим.                                        |
| ------------- | ---------- | ------------- | ----------------- | ----------------------- | --- | -------------------------------------------- |
| «1934»        |            | 1934-1937     | 1937–1945         | 4                       | Z1 «Леберехт Маасс», Z2 «Георг Тіле», Z3 «Макс Шультц», Z4 «Ріхард Бітцен» |                                              |
| «1934A»       |            | 1935-1939     | 1937–1958         | 12                      | Z5 «Пауль Якобі», Z6 «Теодор Рідель», Z7 «Герман Шеман», Z8 «Бруно Гайнеманн», Z9 «Вольфганг Зенкер», Z10 «Ганс Лоді», Z11 «Бернд фон Арнім», Z12 «Еріх Гізе», Z13 «Еріх Келлнер», Z14 «Фрідріх Ін», Z15 «Ерік Штайнбрінк», Z16 «Фрідріх Еккольдт» |                                              |
| «1936»        |            | 1936-1939     | 1938–1958         | 6                       | Z17 «Дітер фон Редер», Z18 «Ганс Людеман», Z19 «Герман Кунне», Z20 «Карл Гальстер», Z21 «Вільгельм Гайдкамп», Z22 «Антон Шмітт» |                                              |
| «1936A»       |            | 1938-1941     | 1940–1958         | 8                       | Z23, Z24, Z25, Z26, Z27, Z28, Z29, Z30 |                                              |
| «1936A (Mob)» |            | 1940-1943     | 1941–1961         | 7                       | Z31, Z32, Z33, Z34, Z37, Z38, Z39 |                                              |
| «1936B»       |            | 1940-1943     | 1943–1945         | 5                       | Z35, Z36, Z43, Z44, Z45 |                                              |
| «1936C»       |            | 1943-1945     | —                 | 5                       | Z46, Z47, Z48, Z49, Z50 | не добудовані, знищені на стадії будівництва |

- есмінці типів 1942, 1944, 1945 та 1937J розроблялися, але жодний з тих типів не був завершений і не будувався

### Трофейні ескадрені міноносці
| Тип                                          | Зображення | Роки побудови | Роки експлуатації | Кількість кораблів типу | Есмінці                                        | Прим.                                                                                               |
| -------------------------------------------- | ---------- | ------------- | ----------------- | ----------------------- | ---------------------------------------------- | --------------------------------------------------------------------------------------------------- |
| «Джерард Калленбург»                         |            | 1938-1942     | 1942–1944         | 1                       | ZH1                                            | Трофейний нідерландський есмінець «Джерард Калленбург»                                              |
| / Ескадрені міноносці типу «G»               |            | 1937-1939     | 1942–1943         | 1                       | ZG3 «Гермес»                                   | Трофейний грецький есмінець «Вазилевс Георгіос»                                                     |
| типу «Слейпнер»                              |            | 1934-1940     | 1940–1945         | 4                       | «Льове», «Пантер», «Тигр», «Леопард»           | Трофейні норвезькі есмінці типу «Слейпнер»                                                          |
| типу «Драуг»                                 |            | 1910-1912     | 1940–1945         | 1                       | «Тролл»                                        | Трофейний норвезький есмінець типу «Драуг». Фактично не використовувався через застарілість корабля |
| Лідер ескадрених міноносців типу «Дубровник» |            | 1930-1932     | 1943–1945         | 1                       | TA32                                           | Трофейний югославський лідер ескадрених міноносців                                                  |
| типу «Београд»                               | 1930-1932  | 1943–1945     | 1                 | TA43                    | Трофейний югославський есмінець типу «Београд» | |
| типу «Турбіне»                               |            | 1925-1927     | 1943–1944         | 1                       | TA14                                           | Трофейний італійський есмінець типу «Турбіне»                                                       |

- трофейний французький есмінець «Л'Опіньатр» типу «Ле Арді» був захоплений у 1940 році при готовності 16 %. Дороблявся як ZF2, але до кінця війни так і не був завершений, до строю не увійшов